# Schließfach

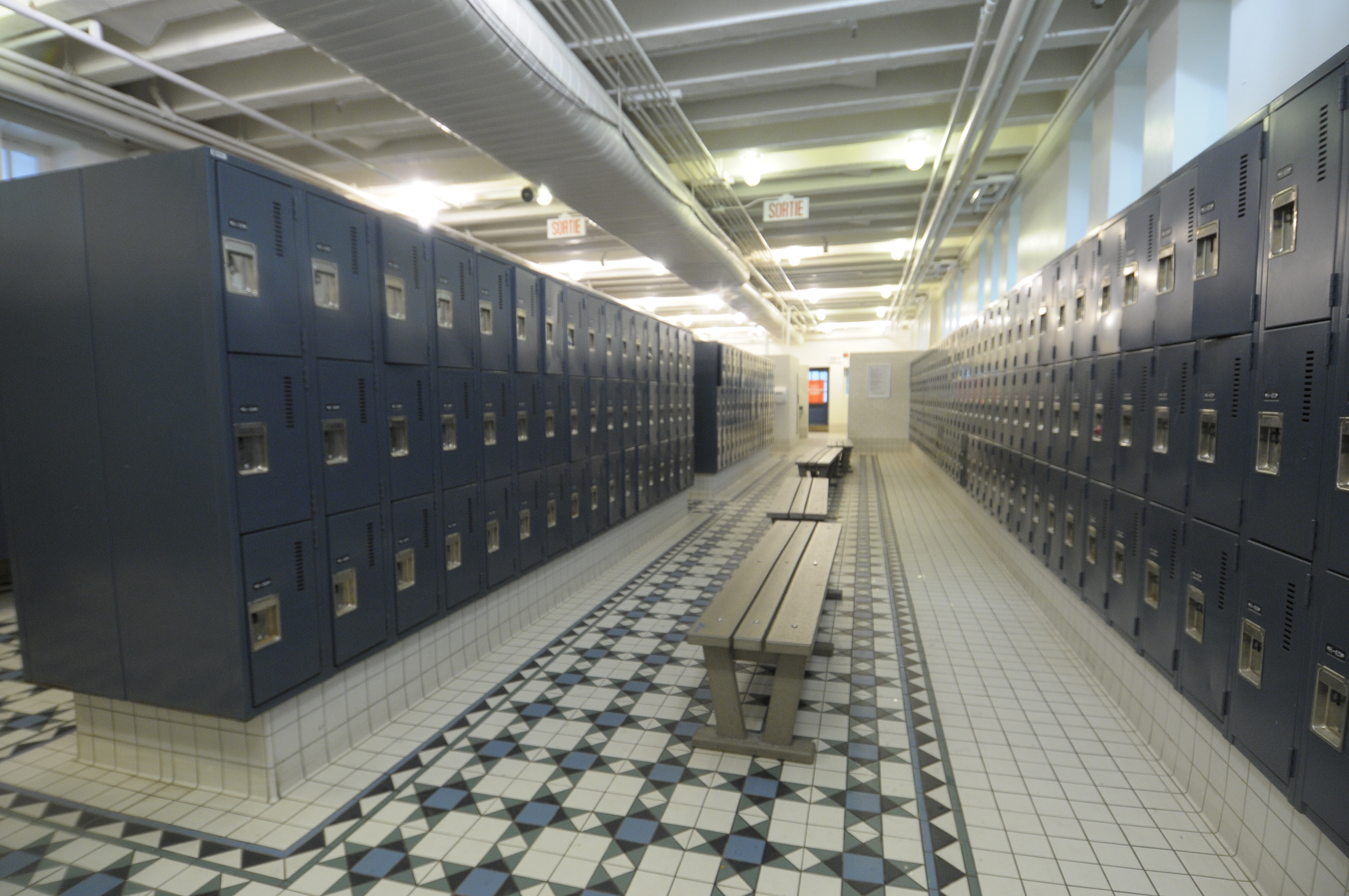
Schließfächer in einer Sportstätte

Ein Schließfach (als Anglizismus auch englisch Safe, „sicher“) ist ein gegen Diebstahl und gegebenenfalls andere Risiken geschützter Behälter für Wertsachen.

## Allgemeines
Schließfächer befinden sich häufig in Einkaufszentren, öffentlichen Garderoben, Schulen oder Umkleideräumen. Hierbei kommt es zu einer Überschneidung mit dem Begriff Spind. Schließfächer sind – im Gegensatz zum Spind – stets mit einem Schließzylinder versehen. Bei Schließfächern an Bahnhöfen und Flughäfen, die in erster Linie zur vorübergehenden Aufbewahrung von Reisegepäck dienen, spricht man von Gepäckschließfächern.

## Bankschließfach

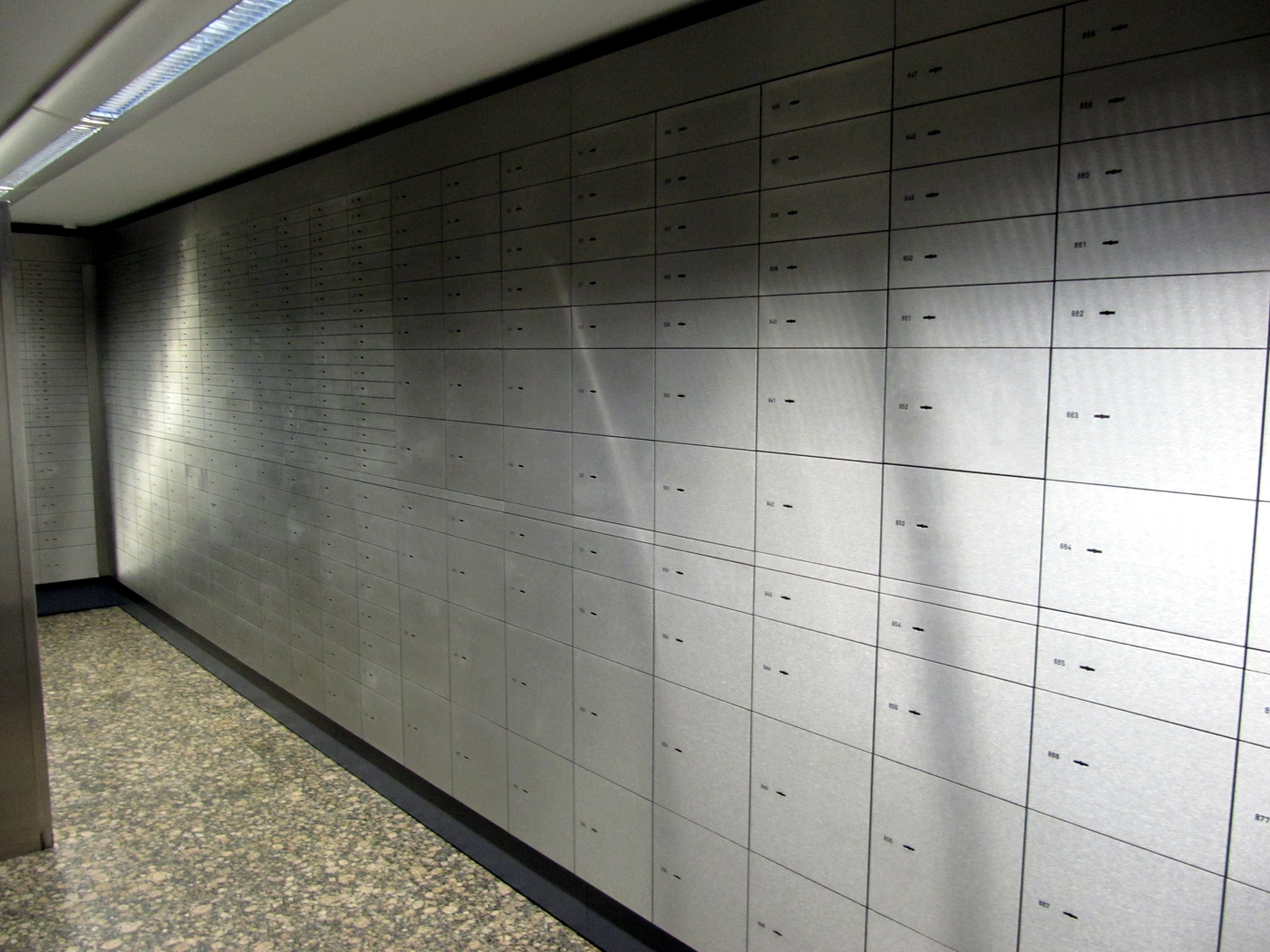
Typischer Tresorraum mit Schließfächern in einer deutschen Bank

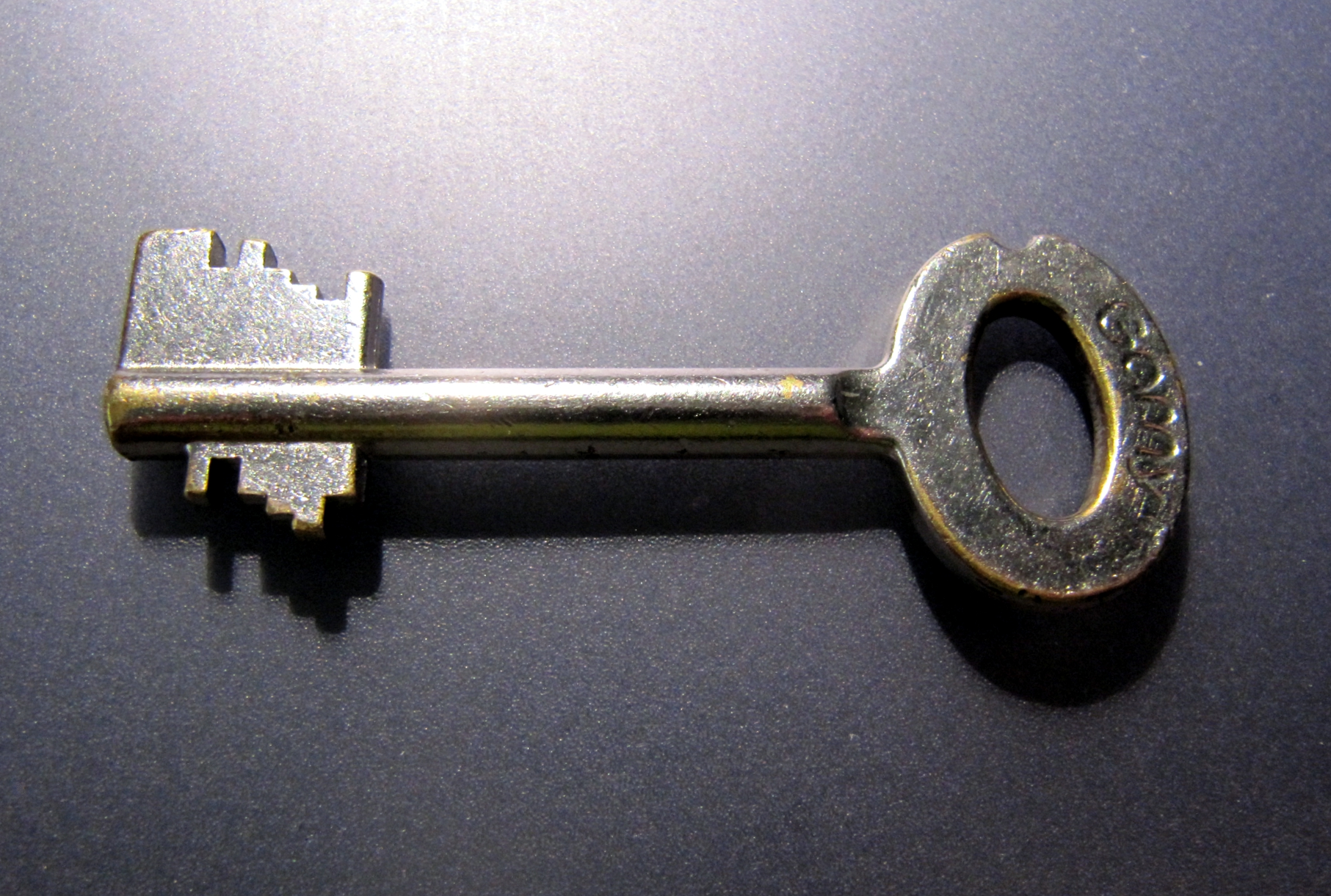
Typischer Schlüssel zu einem Bankschließfach

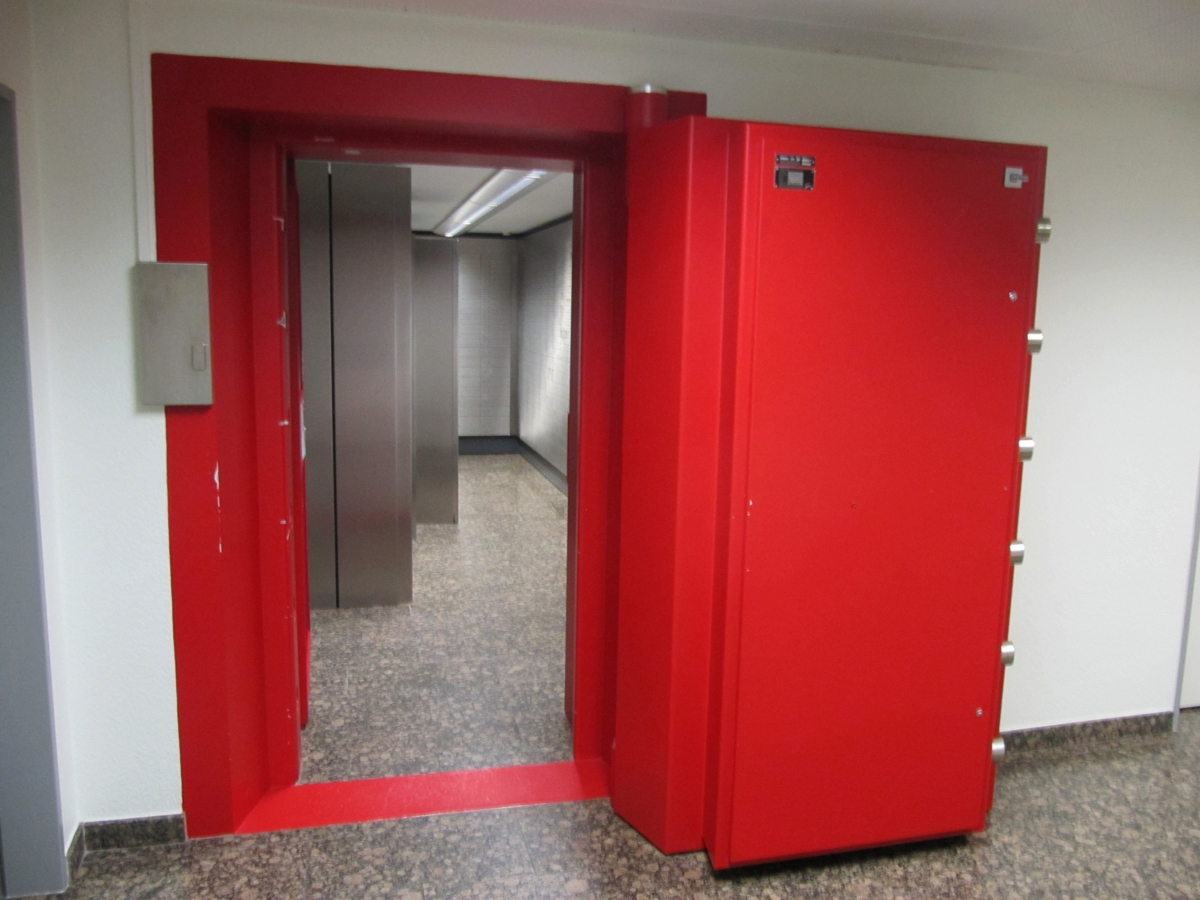
Zugang zum Tresorraum durch eine Panzertür

Eine besondere Bedeutung weisen Bankschließfächer auf. Das Bankschließfach ist ein nummeriertes Schließfach aus Stahl innerhalb einer Stahlkammer oder der Tresoranlage eines Kreditinstituts, das an Bankkunden zur Aufbewahrung von Dokumenten, Edelmetallen, Wertpapieren (effektive Stücke) und anderen Wertsachen (wie Schmuck) vermietet wird. Bei Abschluss des Mietvertrags erhalten die Schließfachmieter vom Institut einen besonderen Schlüssel oder eine Geheimzahl, die einen Mitverschluss gemeinsam mit dem Institut vorsehen. Jede Öffnung des Schließfaches wird vom Institut registriert.

### Geschichte
Da Banken ohnehin ihre eigenen Bestände an Bargeld, Edelmetallen, Sorten oder Wertpapieren sicher in Tresoren aufbewahren mussten, bot sich als Nebenprodukt die Vermietung von Bankschließfächern für ihre Kunden an. Als im Mai 1933 im Rahmen der Great Depression Präsident Franklin Delano Roosevelt ein Goldverbot verhängte, mussten Bürger alles Gold an die Regierung abliefern, das den Wert von 100 US-Dollar überstieg und erhielten im Gegenzug den damaligen offiziellen Goldpreis von 20,67 Dollar pro Feinunze. Ein Verstoß wurde mit Geldstrafe oder Gefängnis bestraft, so dass dem Verbot unterliegende Bankschließfächer bei Verdacht auf Goldbesitz behördlich aufgebrochen werden durften. Sie dienten wie heute der Aufbewahrung von Wertsachen aller Art, so dass das Aufbewahrungsrisiko in der Wohnung vermieden werden konnte. Darüber hinaus ermöglichten Bankschließfächer auch die Steuerhinterziehung. Spektakuläre Einbruchsdiebstähle zeigten, dass Bankschließfächer nicht immer die erwartete Sicherheit vor Diebstahl gewährleisten. Der spektakuläre Tunnelraub von Berlin-Steglitz im Januar 2013 brachte den Dieben eine Beute von mindestens neun Millionen Euro ein.

### Deutschland
Die Vermietung von Schließfächern bei Kreditinstituten gehört zum Indifferenzgeschäft durch ein so genanntes „geschlossenes Depot“, dessen Gegensatz das „offene Depot“ in Form eines Wertpapierdepots darstellt.
Die Schließfachmiete ist eine Bankgebühr und meist jährlich im Voraus zu entrichten. Sie kann eine Versicherungsprämie enthalten, wobei die Versicherungssumme meist zwischen 2.000 Euro und 50.000 Euro liegen kann. Dabei ist zu bedenken, dass die Schließfachversicherung auch Teil einer Hausratversicherung bilden kann. Am Inhalt des Schließfachs haben Kreditinstitute kein vertragliches Pfandrecht aufgrund ihrer Allgemeinen Geschäftsbedingungen für Forderungen aus Bankgeschäften, weil keine Verwahrung vorliegt. Es besteht jedoch ein Vermieterpfandrecht für rückständige Schließfachmiete (§ 562, § 578 BGB). Von einer Pfändung wird auch der Schließfachinhalt erfasst (§ 809 ZPO). Das Bestehen eines Schließfachs muss von Kreditinstituten der Finanzverwaltung nach dem Todestag des Mieters gemeldet werden (§ 33 Abs. 1 ErbStG).

Ausgabeterminal einer automatischen Schließfachanlage

Schließfachanlagen neuerer Generation sind automatisiert. Der Zugang ist hier unabhängig von Bankmitarbeitern und Tresorschließzeiten rund um die Uhr möglich. Das einzelne Schließfach wird beim Zugriff über eine Förderanlage aus dem Tresorbereich in einen eigens gesicherten Ausgaberaum transportiert.
Die Bank nimmt von dem Schrankfachinhalt keine Kenntnis. Um die Diskretion zu gewährleisten, ist der Zugang zum Tresorraum versperrt, während der Kunde sein Schließfach geöffnet hat. Verliert der Mieter Schlüssel oder Geheimcode, so muss das Schloss auf Kosten des Kunden ausgetauscht werden. Räumt der Mieter das Schließfach nicht nach Kündigung oder wird die Miete nicht bezahlt, so darf die Bank das Fach nach Maßgabe des Vertrags in Gegenwart eines Zeugen öffnen.
In aller Regel existieren bei Banken Schließfächer variabler Größe, die jeweils jährlich im Voraus zu bezahlen sind. Übliche Größen sind hierbei 30 cm × 25 cm × 5 cm (4 Liter) bis 200 Liter. Die mechanische Belastbarkeit erlaubt jedoch keine Lagerung von schweren Gegenständen.
Mieter von Bankschließfächern unterliegen der Legitimationsprüfung gemäß § 154 AO und müssen sich mit einem Personalausweis legitimieren.

### Österreich
In Österreich besteht einheitlich eine Grundversicherung von 3650 Euro für den Inhalt eines Bankschließfachs. Darüber hinaus haften die entsprechenden Bankkunden für den Inhalt. Banken haften nur, falls Grobfahrlässigkeit vonseiten eines Instituts vorliegt. Bei bekannt gewordenen Diebstählen dieser Art handelte es sich um unbewachte Tresorräume mit veralteter elektronischer Zugangskontrolle.

### Schweiz
In der Schweiz gibt es keine allgemeine Grundversicherung. Bei den meisten Instituten haften die Bankkunden vollumfänglich für die Schrankinhalte. Zitat der Bestimmung bei der Basler Kantonalbank: „Für allfällige Schäden, die namentlich auf Raub, Einbruch, Diebstahl, Explosion, Feuer oder Wasser zurückzuführen sind, haftet die Bank nur bei grober Fahrlässigkeit. Ein über die Haftung der Bank hinausgehender Versicherungsschutz ist Sache des Mieters.“ Entsprechende Versicherungen bei Schweizer Versicherungsgesellschaften sind teuer. Die jährliche Prämie für einfachen Diebstahl auswärts beim größten Schweizer Mobiliarversicherer beträgt etwa 3 Prozent des versicherten Wertes.

### Großbritannien und USA
In Großbritannien und den USA gibt es Bankschließfächer (englisch safe deposit boxes) ausschließlich in Verbindung mit einem Bankkonto.